# Расписные малюры
Расписные малюры (лат. Malurus) — род певчих птиц из семейства малюровых. Обитают в Австралии и Новой Гвинее. К роду относят 12 видов:
- Белоплечий расписной малюр (Malurus alboscapulatus)
- Изящный расписной малюр (Malurus amabilis)
- Malurus assimilis
- Лиловошапочный расписной малюр (Malurus coronatus)
- Malurus cyanocephalus — Императорский малюр
- Краснокрылый расписной малюр (Malurus elegans)
- Белокрылый расписной малюр (Malurus leucopterus)
- Красноспинный расписной малюр (Malurus melanocephalus)
- Синегрудый расписной малюр (Malurus pulcherrimus)
- Прекрасный расписной малюр (Malurus cyaneus)
- Разноцветный расписной малюр (Malurus lamberti)
- Блестящий расписной малюр (Malurus splendens)